# ژان میشل لساژ
ژان میشل لساژ (انگلیسی: Jean-Michel Lesage؛ زادهٔ ۱ مهٔ ۱۹۷۷) بازیکن فوتبال اهل فرانسه است.
از باشگاه‌هایی که در آن بازی کرده‌است می‌توان به باشگاه فوتبال اوسر و باشگاه فوتبال لو آور اشاره کرد.